# 鄭銘 (天順進士)
鄭銘（1429年—1500年），字德新，直隸廣平府邯鄲縣人，明朝政治人物。進士出身。

## 生平
十五岁丧父，母王氏靠给人纺织度日。順天府鄉試第一百二十二名。天順八年（1464年）甲申科進士第二甲第十三名。任福建监察御史。成化二年（1466年），巡视山海关武备，后巡陕西禁茶。
嘉定金贼之乱时，鄭銘整治叛乱，境内宴然，成化十年，调任山东按察司副使，忤宦官，降山西布政使右参议，成化二十年，调任陕西布政使司右参议、右参政。弘治四年春，升任右布政使。告老归，弘治九年（1500年）病卒，年七十二。葬于邯郸城西岩隅村北高山之下。

## 家族
曾祖父鄭思忠。祖父鄭參。父亲鄭弘。